# Lijst van Cyclocoridae
Onderstaand een lijst van alle soorten slangen uit de familie Cyclocoridae. De familie telt zeven soorten in vier geslachten, één geslacht is monotypisch. Dit betekent dat het slechts door een enkele soort wordt vertegenwoordigd. De lijst is gebaseerd op de Reptile Database.
- Soort Cyclocorus lineatus
- Soort Cyclocorus nuchalis
- Soort Hologerrhum dermali
- Soort Hologerrhum philippinum
- Soort Myersophis alpestris
- Soort Oxyrhabdium leporinum
- Soort Oxyrhabdium modestum